# Mehmet Konitsa
Mehmet Konitsa, także: Mehmet Konica (ur. 1881 w Konitsy, zm. 1948 w Rzymie) – albański polityk i dyplomata, w 1920 minister spraw zagranicznych, młodszy brat Faika Konicy.

## Życiorys
Urodził się w Konitsy, znajdującej się wówczas w wilajecie janińskim Imperium Osmańskiego. Pochodził z rodziny muzułmańskiej - był synem Shahina beja i Lalii Delviny. Uczył się w szkole Zosimaia w Janinie, w szkole Galatasaray w Stambule, a następnie w szkole Mekteb-i Mülkiye dla urzędników osmańskich. W wieku 22 lat objął stanowisko sekretarza prasowego w ministerstwie spraw zagranicznych. Pracował w osmańskiej dyplomacji, pełnił funkcję konsula osmańskiego w Trieście, w Rijece, na Korfu i w Warnie.
W 1913 wziął udział w londyńskiej Konferencji Ambasadorów, w czasie której podjęto decyzje o uznaniu niepodległości Albanii. W 1914 reprezentował Albanię w Atenach, a w czerwcu 1914 przez krótki czas pełnił funkcję ministra spraw zagranicznych. W 1918 przewodniczył obradom kongresu w Durrësie, w którym wzięli udział zwolennicy bliskiej współpracy Albanii z Włochami. W grudniu 1918 wyjechał do Paryża, jako przedstawiciel rządu Turhana Paszy Përmetiego, utworzonego w Durrësie.
W latach 1920–1922 zasiadał w parlamencie. W czasie obrad kongresu w Lushnji, na którym potwierdzono niepodległość Albanii został wybrany ministrem spraw zagranicznych w rządzie Sulejmana Delviny. Reprezentował Albanię na forum Ligi Narodów. Funkcję ministra wykonywał do listopada 1920. W marcu 1922 został mianowany ambasadorem Albanii w Wielkiej Brytanii, z akredytacją we Francji. W 1924 działał na rzecz uznania rządu rewolucyjnego Fana Noliego przez Wielką Brytanię. Misję zakończył w 1925, a rok później zaangażował się w negocjacje dotyczące układu albańsko-włoskiego. Był zwolennikiem ścisłej współpracy z Włochami, uznając zagrożenie greckie za znacznie poważniejsze dla Albanii. W 1931 reprezentował Albanię na konferencji państw bałkańskich.
Po agresji Włoch na Albanię w 1939 został internowany w Rzymie. W 1943, już w czasie niemieckiej okupacji Albanii otrzymał ofertę objęcia ponownie teki ministra spraw zagranicznych, ale stanowiska tego formalnie nie objął. Po zakończeniu wojny pozostał w Rzymie, gdzie zmarł.
Był żonaty (żona Edipe), miał dwie córki (Lavdi i Merushe).